# Trichuris vulpis
Espèce
Synonymes
- Trichocephalus vulpis Froelich, 1789[1]

Trichuris vulpis, appelée trichure du chien ou ver en fouet du chien, est une espèce de nématodes de la famille des Trichuridae, parasite du chien, du renard, de l'humain et du porc.

## Systématique
L'espèce Trichuris vulpis est initialement décrite en 1789 par le botaniste, médecin et entomologiste allemand Joseph Aloys von Froelich (d) (1766-1841) sous le protonyme de Trichocephalus vulpis.
Cette espèce a également été désignée sous les noms Trichocephalus vulpis, Mastigodes vulpis et Trichocephalus depressiusculus.

## Morphologie
La trichure adulte mesure entre entre 5 et 7 cm. Leur corps est allongé, fin, avec une extrémité antérieure fine et une extrémité postérieure plus épaisse.
Les mâles disposent d'un spicule long et fin à leur extrémité postérieure spiralée, tandis que les femelles ont une extrémité postérieure légèrement incurvée. Elles pondent plus de 2 000 œufs par jour.
Les oeufs ont une forme ovalaire, délimitée par une coque brune lisse et épaisse, avec deux bouchons polaires proéminents translucides. Ils sont particulièrement résistants dans le milieu extérieur. Non embryonnés, ils éclosent entre huit jours et plusieurs mois après la ponte et deviennent alors infectants.

## Distribution géographique
La trichure du chien est présente de manière cosmopolite, dans toutes les zones où des renards et des canidés sont présents.

## Cycle biologique
La trichure a un cycle monoxène, avec un unique hôte définitif. La période prépatente du parasite est comprise entre 70 et 100 jours.
Les oeufs sont excrétés dans les matières fécales et peuvent survivre jusqu'à plusieurs années. Ils contiennent une cellule unique qui évolue en larve L1, qui forme le stade infectant du parasite. La durée de cette maturation dépend des conditions environnementales : dans des conditions optimales, les oeufs se transforment en larves en l'espace de neuf à dix jours, mais ils peuvent survivre jusqu'à plusieurs années pour évoluer.
Les oeufs infectants sont ingérés oralement par les chiens avant d'éclore dans l'intestin grêle. Les larves L1 libérées logent dans les cryptes de Lieberkühn avant de muer au niveau du gros intestin, où elles deviennent adultes. Les adultes hématophages s'y fixent et s'y reproduisent pour donner des oeufs.

## Espèces parasitées
Trichuris vulpis est un parasite du chien et du renard — tel que le Renard véloce, —, du porc et de l'humain. 

## Importance clinique
La trichure du chien est à l'origine de la trichurose.
Il s'agit d'une parasite majeure chez les canidés, en particulier au sein des collectivités. Sa prévalence est de 15 % chez le chien et de 28 à 57,8 % des chiens parasités par des helminthes. Trichuris vulpis infecte l'humain surtout dans les régions chaudes et humides.
Contrairement à de nombreux parasites, l'âge n'est pas un facteur de risque. C'est un parasite bénin, hormis chez les sujets fragilisés.

## Étymologie
Son épithète spécifique, vulpis, fait référence au genre Vulpes (les renards).